# Juan Sánchez Romero
Juan Sánchez Romero, più noto come Juan Sánchez (Aldaia, 15 maggio 1972), è un ex calciatore spagnolo, di ruolo attaccante.

## Carriera

### Club
Ha giocato come attaccante. Cresciuto nel Mestalla; il suo primo club professionistico è stato il Valencia nel 1993, in seguito è stato una stagione in prestito al Maiorca. Tra il 1994 e il 1999 milita nel Celta Vigo. Nel 1999 arriva il trasferimento al Valencia dove arrivano le sue vittorie più importanti: due campionati spagnoli nel 2002 e nel 2004, la Coppa UEFA nel 2004, come anche due sconfitte in finale di Champions League nel 2000 e nel 2001. Nel 2004 torna al Celta Vigo, dove alla prima stagione riesce a conquistare la promozione nella Primera División. Appende le scarpe al chiodo nel 2006.

### Nazionale
Dopo aver giocato 5 incontri nella Nazionale di calcio della Spagna Under-21 nel biennio 1992-1993, ha poi collezionato una presenza nella Nazionale maggiore nel 1998, scendendo in campo per 12 minuti in occasione di un'amichevole contro l'Italia.

### Direttore Sportivo
Una volta conclusa la carriera da calciatore ha intrapreso quella di direttore sportivo, prima del Valencia e poi dal 2009 ai belgi dell'R.E. Mouscron.

## Palmarès

### Competizioni nazionali
- Supercoppa di Spagna: 1

Valencia: 1999
- Campionato spagnolo: 2

Valencia: 2001-2002, 2003-2004

### Competizioni internazionali
- Coppa UEFA: 1

Valencia: 2003-2004

## Statistiche

### Cronologia presenze e reti in nazionale
| Cronologia completa delle presenze e delle reti in nazionale ― Spagna | Cronologia completa delle presenze e delle reti in nazionale ― Spagna | Cronologia completa delle presenze e delle reti in nazionale ― Spagna | Cronologia completa delle presenze e delle reti in nazionale ― Spagna | Cronologia completa delle presenze e delle reti in nazionale ― Spagna | Cronologia completa delle presenze e delle reti in nazionale ― Spagna | Cronologia completa delle presenze e delle reti in nazionale ― Spagna | Cronologia completa delle presenze e delle reti in nazionale ― Spagna |
| Data                                                                  | Città                                                                 | In casa                                                               | Risultato                                                             | Ospiti                                                                | Competizione                                                          | Reti                                                                  | Note                                                                  |
| --------------------------------------------------------------------- | --------------------------------------------------------------------- | --------------------------------------------------------------------- | --------------------------------------------------------------------- | --------------------------------------------------------------------- | --------------------------------------------------------------------- | --------------------------------------------------------------------- | --------------------------------------------------------------------- |
| 18-11-1998                                                            | Salerno                                                               | Italia                                                                | 2 – 2                                                                 | Spagna                                                                | Amichevole                                                            | -                                                                     | 76’                                                                   |
| Totale                                                                |                                                                       | Presenze                                                              | 1                                                                     |                                                                       | Reti                                                                  | 0                                                                     |                                                                       |